# Coefficiente di pressione
Il coefficiente di pressione, in meccanica dei fluidi, è un valore adimensionale che descrive la pressione relativa in un campo di flusso.
Viene usato in aerodinamica e idrodinamica.
Ogni punto immerso in un flusso ha un proprio e unico coefficiente di pressione {\displaystyle C_{p}}.

## Flussi incomprimibili
In un campo di moto stazionario attorno a un cilindro circolare, supponendo che il flusso sia incomprimibile e abbia viscosità trascurabile –come l'acqua–; se poi la corrente è asintotica e uniforme il moto sarà anche irrotazionale.
Le particelle che scorrono lungo la linea di corrente decelerano dal valore {\displaystyle v_{a}} della corrente asintotica a un valore nullo nel punto di ristagno anteriore {\displaystyle p_{0}}. Mentre la particella si allontana dal punto di ristagno, seguendo la corrente lungo la superficie del cilindro, la sua velocità aumenta (rispetto al valore della corrente indisturbata) raggiungendo il massimo valore nella posizione  {\displaystyle p_{\max }} corrispondente allo spessore massimo, denominato picco di aspirazione. Da qui, la particella rallenta fino a raggiungere l'altro punto di ristagno {\displaystyle p_{\min }} sul bordo di uscita, dopo di che accelera nuovamente, riassumendo la velocità della corrente libera.
Per il teorema di Bernoulli la pressione sarà massima nei due punti di ristagno e minima nella posizione di massimo spessore, e si avrà, quindi, per qualsiasi linea di corrente:
{\displaystyle p_{a}+\rho v_{a}^{2}/2=p+\rho v^{2}/2}
dove:
{\displaystyle v_{a}} è la velocità asintotica, fuori dal flusso nel quale è immerso l'oggetto misurato;
{\displaystyle v} è la velocità dove viene effettuata la misura;
{\displaystyle p_{a}} è la pressione statica in un punto asintotico, infinitamente lontano dalla superficie dell'oggetto misurato;
{\displaystyle p} è la pressione statica nel punto dove la misura è effettuata;
{\displaystyle \rho } è la densità del fluido nel flusso.
Nel moto dei corpi nei fluidi interessa, più che il livello della pressione {\displaystyle p}, la differenza di pressione {\displaystyle (p-p_{a})} provocata in ogni punto dal moto stesso e si definisce coefficiente di pressione {\displaystyle C_{p}}, il valore dato dal rapporto adimensionale
{\displaystyle C_{p}={p-p_{a} \over q_{a}}}
dove :
{\displaystyle p} è la pressione statica nel punto dove la misura è effettuata;
{\displaystyle p_{a}} è la pressione statica in un punto asintotico,  infinitamente lontano dalla superficie dell'oggetto misurato;
{\displaystyle q_{a}=\rho v_{a}^{2}/2} è la pressione dinamica in un punto asintotico, infinitamente lontano dalla superficie dell'oggetto misurato.
Ne deriva che nel punto di ristagno il coefficiente di pressione è uguale a 1, il che corrisponde anche al valore massimo che il {\displaystyle C_{p}} può assumere e la velocità vi è nulla:
{\displaystyle C_{p}={p-p_{a} \over \rho _{a}v_{a}^{2}/2}=1-[v/v_{a}]^{2}}

## Flussi comprimibili
In un flusso comprimibile –come l'aria– e ad alta velocità, la pressione dinamica {\displaystyle {\rho v^{2}}/2} non è più una misura accurata della differenza fra le pressioni statica e di ristagno. Inoltre, la familiare relazione per cui la pressione di ristagno è uguale alla pressione totale non è più vera. Come risultato, il coefficiente di pressione può essere maggiore che in un flusso incomprimibile:
{\displaystyle C_{p}={\frac {2}{\gamma \cdot M^{2}}}\left({\frac {p}{p_{a}}}-1\right)}
dove:
{\displaystyle M} è il numero di Mach;
{\displaystyle \gamma } è il rapporto di calori specifici.